# バックマン・ターナー・オーヴァードライヴ
バックマン・ターナー・オーヴァードライヴ(Bachman-Turner Overdrive)はカナダのロック・バンド。B.T.O.あるいはBTOとも略される。元ゲス・フーのランディ・バックマンを中心に1973年に結成された。
1970年代に全世界で3000万枚のアルバムを売り上げ、米ビルボード・ヒットチャートにおいて6曲のナンバー40ヒットを記録した。

## 来歴
1971年、ゲス・フーを脱退したランディ・バックマン(G,V)は、同じく元ゲス・フーのチャド・アラン(Key,V)、弟ロビー・バックマン(D)とブレイヴ・ベルト（Brave Belt）を結成して、同年デビュー・アルバムを発表。翌1972年にはC.F.ターナー(B,V)を迎えてセカンド・アルバムを発表した。その直後にアランが脱退し、もう一人のバックマン兄弟である弟ティム・バックマン(G)が参加。
1973年、ブレイヴ・ベルトはバンド名をバックマン・ターナー・オーヴァードライヴと変え、5月にファースト・アルバム『バックマン・ターナー・オーヴァードライブ』、12月にセカンド・アルバム『バックマン・ターナー・オーヴァードライブ II』をリリース。後者は米ポップアルバムチャートの4位、シングルカットされた「仕事に御用心」（原題「Takin' Care of Business」）が米ビルボード12位、「レット・イット・ライド」が同23位となる。
1974年、ティム・バックマンが脱退。ブレア・ソーントン(G)を迎えてツイン・リード・ギター体制となり、同年9月に『驚異のロックン・ロール・マシーン ノット・フラジャイル』を発表する。同アルバムは米ポップアルバムチャートの1位となり、シングル「恋のめまい」（原題「You Ain't Seen Nothing Yet」）が米ビルボード1位、英ヒットチャート2位。「ハイウェイをぶっ飛ばせ！」（原題「Roll On down the Highway」）が米ビルボード14位を記録。彼等はトップ・バンドの地位を得た。
1975年5月発表のアルバム『四輪駆動』は前作の延長線上にあるともいえ、米ポップアルバムチャート5位となり「ヘイ・ユー」のシングルヒットを生んだ。同年12月、以前よりもポップ色の強い『ヘッド・オン』をリリース。米ポップアルバムチャート23位となり、「テイク・イット・ライク・ア・マン」、「ボサノバNo.1」（原題「Lookin’ Out for #1」）のシングルヒットを生んだ。1976年10月末から11月にかけて日本公演を行ない、その模様を1977年に『ジャパン・ツアー/B.T.O.ライブ・イン・ジャパン』としてカナダと日本で発表した。
1977年2月、『爆走フリーウェイ』をリリースするが、ランディ・バックマンは他のメンバーとの音楽的志向のずれが深まり脱退した。
ターナーはサイド・ギターにコンバートし、ジム・クレンチ(B,V)を迎えてバンド名もBTOと短縮して再出発を計り、『ストリート・アクション』（1978年）、原点回帰的な『ロックン・ロール・ナイツ』（1979年）をリリースするが、いずれもセールスは伸びず、ツアー後にバンドは解散する。
1983年、ランディ・バックマン、ティム・バックマン、ターナーのオリジナル・メンバー3名にゲイリー・パターソン(D)が加わって再結成し、スタジオアルバムとライヴアルバムをリリース。その後ランディ、ロビー、ターナー、ソーントンの最盛期のメンバーでの再結成なども行うが、いずれも散発的で2005年には再び解散してしまう。
2009年、ランディ・バックマンはターナーとプロジェクト的なバックマン&ターナーを結成。ライヴではバックマン・ターナー・オーヴァードライヴの曲の再演などを行った。
2023年1月、ロビー・バックマン死去。享年69歳。
2023年4月、ティム・バックマン死去。享年71歳。

## ディスコグラフィ
（邦題はLPリリース時、""内は原題）

### スタジオ・アルバム
- 『バックマン・ターナー・オーヴァードライブ』"Bachman–Turner Overdrive" （1973年）
- 『バックマン・ターナー・オーヴァードライブ II』"Bachman–Turner Overdrive II"（1973年）
- 『驚異のロックン・ロール・マシーン ノット・フラジャイル』"Not Fragile"（1974年）
- 『四輪駆動』"Four Wheel Drive"（1975年）
- 『ヘッド・オン』"Head On"（1975年）
- 『爆走フリーウェイ』"Freeways"（1977年）
- 『ストリート・アクション』"Street Action"（1978年）
- 『ロックン・ロール・ナイツ』"Rock n' Roll Nights"（1979年）
- "Bachman-Turner Overdrive"（1984年）

### ライヴ・アルバム
- 『ジャパン・ツアー/B.T.O.ライブ・イン・ジャパン』"B.T.O. Live – Japan Tour"（1977年）
- "Live!-Live!-Live!"（1986年）
- "King Biscuit Flower Hour: Bachman-Turner Overdrive"（1998年）

## 日本公演

### 1976年
- 10月29日 福岡・九電記念体育館
- 10月31日 大阪・大阪厚生年金会館（2回）
- 11月2日 名古屋・名古屋市公会堂
- 11月4日 東京・日本武道館